# Dimethylsulfoxid
Dimethylsulfoxid (DMSO) je organosírová sloučenina se vzorcem (CH3)2SO. Tato bezbarvá kapalina je důležitým aprotickým polárním rozpouštědlem, které rozpouští polární i nepolární sloučeniny a je mísitelné se širokou škálou organických rozpouštědel i s vodou. Velmi snadno proniká skrz kůži, následně se vylučuje na povrch jazyka a způsobuje tam česnekovou chuť.

## Výroba
Dimethylsulfoxid byl poprvé syntetizován v roce 1866 ruským vědcem Alexandrem Zajcevem, který své objevy prezentoval v roce 1867. DMSO je vedlejším produktem sulfátového procesu výroby celulózy. Lze ho získat také oxidací dimethylsulfidu kyslíkem nebo oxidem dusičitým.